# محمد عبد الله سلامة
محمد عبد الله سلامة (مواليد 1 سبتمبر 1967 في الضفة الغربية) مدان بارتكاب تفجير مركز التجارة العالمي عام 1993. وهو حاليًا نزيل في سجن بِغ ساندي بالقرب من إنيز، كنتاكي.

## النشأة
فرت عائلة سلامة من الضفة الغربية عام 1967، بعد وقت قصير من ولادته هناك، بسبب حرب 1967.

## الهجرة غير الشرعية
دخل الولايات المتحدة بتأشيرة سياحية مدتها ستة أشهر في عام 1988 لكنه بعد ذلك تجاوزها. كان لا يزال في البلاد بشكل غير قانوني في عام 1993، أثناء تفجير مركز التجارة العالمي. تقدم بطلب للحصول على عفو من دائرة الهجرة بموجب قانون عام 1986 الذي أنشأ برنامج العمال الزراعيين الخاص على الرغم من عدم أهليته. ومع ذلك، كان لا يزال يُكفل له الحصول على تصاريح عمل وعفو لحين البت في طلباته من قبل دائرة الهجرة والجنسية. استغرق الأمر من دائرة الهجرة والجنسية ما يقرب من خمس سنوات لتقرر أنهُ غير مؤهل لأي من البرامج التي تقدم لها. حتى ذلك الحين، لم يُرحل.